# Килмер, Джек
Джек Килмер (англ. John Wallace Kilmer) — американский актёр, музыкант, модель, известный по фильму «Пало-Альто» (2013), снятому режиссёром Джиа Коппола по одноимённому сборнику рассказов Джеймса Франко.

## Биография
Джек Килмер родился 6 июня 1995 года в Лос-Анджелесе, Калифорния, США в семье английской актрисы Джоанн Уолли и американского актёра Вэла Килмера и был назван Джоном в честь матери Джоанн. В начальной школе Лос-Анджелеса он подружился с будущей режиссёром и сценаристом Джиа Кополлой (когда он был в первом классе, а она в шестом).

## Карьера
Джек и Джиа поддерживали связь и после школы, и 12 лет спустя, Коппола показала Джеку сценарий, который она написала к фильму Пало-Альто по одноимённой книге рассказов Джеймса Франко. Коппола также порекомендовала Килмера в качестве кандидатуры на роль главного героя Тедди. Джек прошёл кастинг и получил роль, что побудило его отца, именитого голливудского актёра Вэла Килмера также войти в актёрский состав. Главная роль в Пало-Альто стала для Джека дебютной. На тот момент ему исполнилось 18 лет и он даже не планировал быть актёром.
Фильм был выпущен в 2014 году и получил в основном положительные отзывы. Игру Килмера охарактеризовали как «мощную», «правдивую и искреннюю».
Килмер выпустился из школы в 2013 году. В апреле 2014 года он снял фильм «Лен и компания» с Джуно Темпл и Рисом Ивансом в главных ролях. После этого в 2016 году он сыграл киномеханика Чета в комедийном детективе Славные парни. В этом фильме вместе с ним снялись Райан Гослинг и Рассел Кроу.

## Личная жизнь
19 ноября 2019 года на премьере своего нового фильма «Хала» Джек появился в компании Таллулы Уиллис, дочери Брюса Уиллиса и Деми Мур, после чего молодой паре неоднократно приписывали романтические отношения.

## Фильмография
| Год  | Название                          | Роль           |
| ---- | --------------------------------- | -------------- |
| 2013 | Пало-Альто                        | Тедди          |
| 2015 | Стэнфордский тюремный эксперимент | Джим Рендалл   |
| 2015 | Лен и компания                    | Макс           |
| 2016 | Славные парни                     | Чет            |
| 2016 | Асфиксия                          | Джеймс         |
| 2017 | Вудшок                            | Джонни         |
| 2018 | Повелители хаоса                  | Пер «Дэд» Олин |
| 2018 | Джози                             | Маркус         |
| 2018 | Этим летом                        | Люк            |
| 2018 | Притворщики                       | Терри          |
| 2018 | Шаткий дворец                     | Дейтон         |
| 2019 | Хала                              | Джесси         |
| 2019 | Гигант                            | Уилл           |
| 2021 | Денежная игла                     | Юта            |
| 2023 | Детектив Найт: Независимость      | Дези           |
| 2023 | Рука мертвеца                     | Рено           |

Видеоклипы
- 2019 — Оззи Осборн — «Under the Graveyard»